# Jökulhlaup

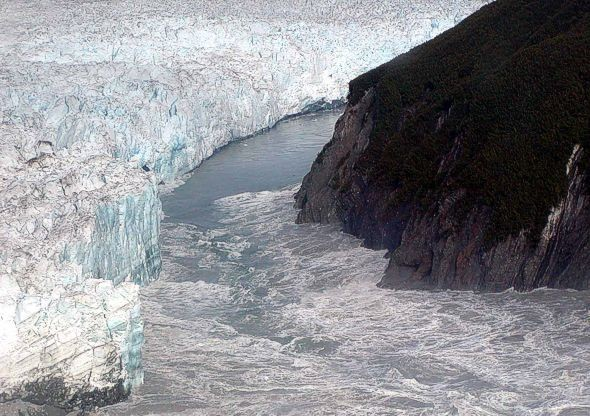
Het leeglopen van een smeltwatermeer, zoals hier bij de Hubbardgletsjer in Alaska, kan een jökulhlaup veroorzaken

Jökulhlaup is een van oorsprong IJslandse term (letterlijk gletsjerloop), waarmee een catastrofale overstroming wordt aangeduid, die veroorzaakt wordt door het plotselinge vrijkomen van grote hoeveelheden smeltwater. 
De oorzaken van jökulhlaups kunnen in drie categorieën worden ingedeeld:
1. Het plotseling leeglopen van een smeltwatermeer door het wegvallen van natuurlijke dam.
2. Overstroming van een smeltwatermeer, waarna snelle fluviale insnijding in sediment- of ijsbarrières optreedt
3. Groei en ineenstorting van subglaciale reservoirs, vaak gekoppeld aan vulkanisme

Wanneer een jökulhlaup het gevolg is van een vulkaanuitbarsting en er is lokaal veel ongeconsolideerd sediment beschikbaar, dan kan een lahar het gevolg zijn.

## IJsland

Subglaciale eruptie: 1 wolk van waterdamp, 2 meer, 3 ijs, 4 lava- en aslagen, 5 lagen, 6 kussenlava, 7 lavapijp, 8 magmakamer, 9 dike

Op IJsland worden jökulhlaups veroorzaakt door het leegstromen van meren onder gletsjers gedurende subglaciale erupties. Alleen gedurende een jökulhlaup komen de uitgestrekte sandrs op IJsland volledig onder water te staan. Een van de bekendste subglaciale vulkanen van IJsland is Grímsvötn, waarvan het meer ongeveer eens in de zes jaar leegstroomt. Het debiet kan daarbij oplopen tot 50000 m³ per seconde en in totaal kan het gaan om 4,5 km³ water per jökulhlaup.